# Neocrepidodera obirensis
Neocrepidodera obirensis es una especie de insecto coleóptero de la familia Chrysomelidae. Fue descrita científicamente en 1897 por Ganglbauer.